# Darasaguppe, Shrirangapattana
Darasaguppe là một làng thuộc tehsil Shrirangapattana, huyện Mandya, bang Karnataka, Ấn Độ.